# Жеребцов, Михаил Иванович
Михаил Иванович Жеребцов (1792—1870) — генерал от инфантерии и сенатор.

## Биография
Происходил из тульской ветви рода Жеребцовых; родился 5 (16) октября 1792 года. Образование получил в 1-м кадетском корпусе, из которого выпущен 10 ноября 1812 года прапорщиком в артиллерию при гвардейском корпусе, и в течение первых восьми месяцев своей службы находился при обучении резервов.
В 1813 году был переведён в лейб-гвардии Литовский (впоследствии Московский) полк и был командирован в состав действующей армии, при которой и находился до конца Заграничных походов, причём участвовал в сражениях под Дрезденом, Дипольдисвальдом, Кульмом; в кампании 1814 года за Рейном отличился в сражении с французами под Бриенном.
По окончании Наполеоновских войн служил в лейб-гвардии Литовском полку; в 1826 году произведён в полковники. Когда же в 1830 году вспыхнул в Варшаве мятеж, он поступил в отряд цесаревича Константина Павловича, вынужденного отступить в пределы России. В 1831 году Жеребцов, находясь в составе действующей армии под начальством Дибича-Забалканского, снова перешёл в Царство Польское. Принимал участие в сражениях на Гроховских высотах, под Минском и при Остроленке. После этого ходил с отрядом графа Куруты в Литву и сражался с поляками на Понарских высотах. В августе вновь присоединился к главной армии и, за отличие при взятии приступом Варшавы, получил орден Св. Анны 2-й степени.
По окончании войны с поляками, в начале 1832 года Жеребцов получил должность батальонного командира; 22 апреля 1834 года произведён в генерал-майоры и назначен командиром 1-й бригады 11-й пехотной дивизии, а через два года был переведён на такую же должность в 16-ю пехотную дивизию. С переводом из лейб-гвардии Литовского полка начался его двадцатилетний период службы на Кавказе, в продолжение которого он исправлял весьма важные должности: был членом совета главного управления Закавказского края и управляющим Закавказским таможенным округом (с 1842), временно исполнял должность Грузинско-Имеретинского гражданского губернатора и управлял Закавказским карантинно-таможенным округом (с 1847). 1 декабря 1838 года за отличие в Кавказской войне Жеребцов был награждён орденом Св. Георгия 4-й степени (№ 5683 по списку Григоровича — Степанова). В 1839 году получил орден Св. Владимира 3-й степени. В 1847 году был произведён в генерал-лейтенанты.
Был назначен 3 июня 1853 года присутствующим в сенате; в 1856 году назначен в 7-й департамент; в 1-м отделении 6-го департамента присутствовал с 1860 года.
В генералы от инфантерии был произведён 26 ноября 1869 года.
Умер в 1870 году (2 ноября — по сведениям Н. А. Мурзанова, а также «Русского биографического словаря»; 11 ноября — по сведениям «Ежегодника русской армии»).